# Bączkowski et autres c. Pologne
Bączkowski et autres c. Pologne est un arrêt de la Cour européenne des droits de l'homme datant du 3 mai 2007 qui condamne la Pologne pour avoir interdit l'organisation de la marche des fiertés de Varsovie en 2005. La Cour détermine qu'en agissant comme elle l'a fait, la Pologne a commis atteinte à la liberté de réunion et d'association de la communauté LGBT.
Dans cette affaire, la communauté LGBT polonaise est représentée par le militant homosexuel Tomasz Bączkowski, lui-même organisateur de la Parada Równości (Parade de l'égalité).